# Chesapeake (Virginia Occidental)
Chesapeake es un pueblo ubicado en el condado de Kanawha en el estado estadounidense de Virginia Occidental. En el censo de 2010 tenía una población de 1554 habitantes y una densidad poblacional de 934,58 personas por km².

## Geografía
Chesapeake se encuentra ubicado en las coordenadas 38°13′22″N 81°32′10″O / 38.22278, -81.53611. Según la Oficina del Censo de los Estados Unidos, Chesapeake tiene una superficie total de 1,66 km², de la cual 1,25 km² corresponden a tierra firme y (25,08%) 0,42 km² es agua.

## Demografía
Según el censo de 2010, había 1554 personas residiendo en Chesapeake. La densidad de población era de 934,58 hab./km². De los 1554 habitantes, Chesapeake estaba compuesto por el 88,67% blancos, el 9,59% eran afroamericanos, el 0,19% eran amerindios, el 0% eran asiáticos, el 0% eran isleños del Pacífico, el 0,19% eran de otras razas y el 1,35% pertenecían a dos o más razas. Del total de la población el 0,51% eran hispanos o latinos de cualquier raza.